# Episodi di Noi siamo l'onda
La prima stagione di Noi siamo l'onda è stata pubblicata su Netflix in Germania e in Italia nel 2019.
| N. | Titolo originale             | Titolo italiano                 | Pubblicazione Germania | Pubblicazione Italia |
| -- | ---------------------------- | ------------------------------- | ---------------------- | -------------------- |
| 1  | Kennst Du das Gefühl?        | Hai presente quella sensazione? | 1º novembre 2019       | 1º novembre 2019     |
| 2  | Was ist los mit Dir?         | Cosa ti succede?                | 1º novembre 2019       | 1º novembre 2019     |
| 3  | Was machen wir als Nächstes? | E poi?                          | 1º novembre 2019       | 1º novembre 2019     |
| 4  | Du zerstörst alles!          | Stai distruggendo tutto!        | 1º novembre 2019       | 1º novembre 2019     |
| 5  | Die 99%!                     | Il 99%!                         | 1º novembre 2019       | 1º novembre 2019     |
| 6  | Das ist der einzige Weg      | È l'unico modo                  | 1º novembre 2019       | 1º novembre 2019     |